# جزیره‌های دورافتاده نیوزیلند

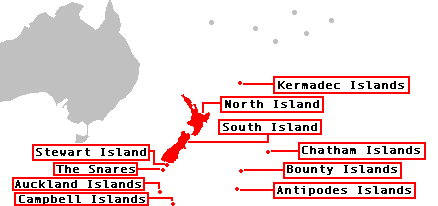
نقشه جزیره‌های دورافتاده نیوزیلند در رابطه با مجمع‌الجزایر اصلی نیوزلند

جزیره‌های دورافتاده نیوزیلند (به انگلیسی: New Zealand outlying islands)، نُه گروه جزیره‌ای فراساحلی هستند که بخشی از نیوزلند هستند و همه جزایر سولاندر فراتر از محدوده ۱۲ نانومتری آب‌های سرزمینی سرزمین اصلی قرار دارند. هر چند بخش جدایی‌ناپذیر نیوزیلند در نظر گرفته می‌شود، هفت گروه از نه گروه جزیره بخشی از هیچ منطقه اداری یا بخشی نیستند، اما به جای آن هر کدام به عنوان یک منطقه خارج از منطقه تعیین شده‌اند. دو استثنا جزایر چاتام هستند که تحت پوشش مقامات سرزمینی خاص خود هستند و جزایر سولاندر که بخشی از منطقه ساوتلند و بخش ساوتلند هستند.
پنج گروه جزیره‌ای جزایر زیرجنوبگان نیوزلند، از جمله دریاهای سرزمینی آنها، یک میراث جهانی هستند.
این جزایر به جز جزایر چاتام، همه خالی از سکنه هستند.